# Dionne Bromfield
Dionne Bromfield (* 1. Februar 1996 in London) ist eine britische Soul-Sängerin.

## Biografie
Dionne Bromfield erhielt mit zehn Jahren privaten Gesangsunterricht. Ein Jahr später sang sie ihrer Patentante, der Soulsängerin Amy Winehouse vor. Diese nahm die Elfjährige in ihr damals neugegründetes Label Lioness auf und stellte den Kontakt zu dem Produzenten Jon Moon her. Begleitet von Winehouses Tourmusikern nahm Bromfield im Alter von zwölf Jahren ein Album mit Coverversionen populärer Black-Music-Hits der 1960er und frühen 1970er Jahre auf.
Im Oktober 2009 trat sie mit ihrer Version von Mama Said, einem Hit der Gruppe The Shirelles aus dem Jahr 1961, unter anderem in der Show Strictly Come Dancing mit Amy Winehouse als Bühnenbegleitung auf. Das Lied stieg zeitgleich mit dem Debütalbum Introducing Dionne Bromfield in die britischen Charts ein.

## Diskografie
Alben
- Introducing Dionne Bromfield (2009)
- Good for the Soul (2011)

Singles
- Mama Said (2009)
- Yeah Right (featuring Diggy Simmons, 2011)